# San Ignacio (Misiones)
Pour les articles homonymes, voir San Ignacio.
San Ignacio est une ville d'Argentine ainsi que le chef-lieu du département de San Ignacio de la province de Misiones.
La ville tient son nom d'Ignace de Loyola, fondateur des jésuites qui s'installèrent dans la région.
La ville est située sur la route nationale 12.

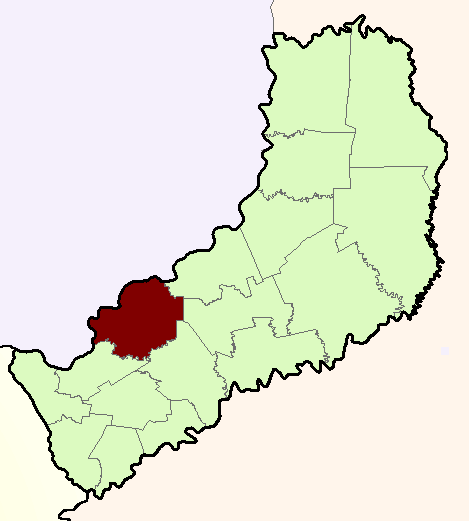
Localisation de San Ignacio au sein de la province de Misiones.

## Population
La ville compte 6 312 habitants en 2001, ce qui représente une hausse de 40,5 % par rapport à 1991.

## Monuments
- San Ignacio Mini, site archéologique d'une réduction jésuite du XVIIIe siècle.